# みる香
みる香（みるか、7月3日 - ）は、日本のものまねタレント。また「ぴるる」名義としても活動。旧芸名は美留香（みるか）。
ApeApex、フリーを経てニュースタッフプロダクション所属。身長156cm、血液型はO型。

## 来歴・人物
島根県安来市出身。かつては美容師をしていた。ものまねを始めたきっかけは、真矢みきが好きでものまねをやってみようと思ったことからだったという。
2009年6月より、テレビ東京系『イツザイ』の「濱口優（よゐこ）女芸人プロデュースオーディション」及び「インディーズ芸人オーディション」に準レギュラー出演。
2009年10月に新座警察署（埼玉県新座市）の一日警察署長を務める。
趣味はアニメ鑑賞、全国のエッグベネディクトの食べ歩き。好きな食べ物はシナボン。
2015年3月からYouTubeにて、デカキンとともにデカキンファミリーの一員として、ぴるる（島崎遥香(ぱるる)の偽物）という名義で活動している。また、6月から個人のチャンネル「美留香とぴるる」を展開しており、ぴるるの格好でものまねをしている。
2019年6月1日よりニュースタッフプロダクションへ所属、また同時に芸名を「みる香」に改名したことを報告。

## ものまねレパートリー
ネタへ入る前に自分の名前と掛けた「行って、みるか～」という言葉を発したり、「ヘッポちゃん」や「うさぎ人間」という名前の“美留香だけに見える妖精”（パペットタイプのもの）を操りながら演じることがある。なお、ヘッポちゃんは口から水を噴き出すなど、うさぎ人間は皮がめくれるなどの仕掛けがある。
- 篠原涼子
- 島崎遥香
- 尼神インター（誠子の顔まね）
- 浜崎あゆみ
- 安室奈美恵
- 広末涼子
- 川田裕美
- ぐでたま（声まね）
- 中島美嘉
- ロン・モンロウ（一言ものまね「生まれて絵かいたことない」）
- 紗倉まな（顔まね）
- アオイヤマダ（顔まね）
- スーパーシェンロンドラゴンボール超（顔まね）
- YUKI（JUDY AND MARY）
- 大塚愛
- 弘中綾香（声マネ）
- レベッカ
- 中島みゆき
- 鬼束ちひろ
- 樺沢マネージャーかまいたち
- きゃりーぱみゅぱみゅ
- CHARA
- カラスの鳴き声3種類
- 山口百恵
- 秋山衣梨佳粗品の嫁（顔まね）
- 杉咲花
- YOU
- 真矢みき
- PUFFY
- 胡蝶しのぶ（鬼滅の刃）
- 福原遥、大原優乃[6]
- さくらまや
- 中川翔子
- 小倉優子
- 益若つばさ
- 平手友梨奈（欅坂46）
- ローラ
- 鈴木奈々
- 水沢アリー
- Pepperくん
- 仙豆を食べる音（ドラゴンボール）
- シャウエッセンを食べる音
- クレヨンしんちゃん
- チャッキー（映画「チャイルド・プレイ」）
- ドラえもんとのび太

素顔そのままものまね
- 小川菜摘（顔まね）「小川ナッツ実」というキサラ名でも活動
- 白石麻衣（乃木坂46）
- 上沼恵美子（顔まね）
- 楽しんご（顔まね）
- 高橋真麻（鼻まね）
- aiko（鼻まね）
- マイケル・ジャクソン（鼻まね）
- 研ナオコ（顔まね）
- 椿鬼奴（顔まね）
- 西川貴教（顔まね）
- 山井梨沙（スノーピークの女社長の顔まね）
- ベトナムのオカマ（顔まね）
- グレムリン（顔まね）
- 武田真治（顔まね）
- キレイな神取忍（顔まね）
- ブスな女YouTuber（メイク動画ものまね）
- 池波志乃（白塗り顔まね）
- 藤原紀香（オデコものまね）
- 魔女の宅急便の先輩魔女（オデコものまね）
- 有村架純（後ろ姿ものまね）
- 市毛良枝（顔まね）
- 浜辺美波（若い頃の顔まね）
- 香里奈（顔まね）

## 出演

### テレビ
- イツザイ（テレビ東京） - 「濱口優女芸人プロデュース」「インディーズ芸人オーディション」準レギュラー
- イツザイS（テレビ東京）レギュラー
- ものまねグランプリ（日本テレビ）
  - 第3回（2009年12月27日）
  - 第14回（2012年12月25日）
  - 第15回（2013年3月19日）
  - 第16回（2013年9月29日）
- 爆笑!ものまねウォーズ（2011年1月2日・2011年3月30日、TBSテレビ）
- クイズタレント名鑑（TBSテレビ）
- とんねるずのみなさんのおかげでした・博士と助手〜細かすぎて伝わらないモノマネ選手権〜（フジテレビ）
  - 第17回（2011年10月6日）※未公開版（2011年11月3日放送）含む
  - 第2回紅白モノマネ合戦（2011年12月29日）
  - 第23回（2017年12月21日）
- タカトシの時間ですよ!（2012年4月25日、TBSテレビ）
- 淳の乾杯してみたっ!（2012年5月5日、テレビ東京）
- まねドラ～その人々ものまねにつき（2012年3月29日、メ〜テレ[9]） 平泉涼子役
- 日曜×芸人（2013年6月2日、テレビ朝日）
- 有吉ジャポン（2013年8月9日、TBSテレビ）
- 生たまごザ・ゴールデン「2014山陰この顔がすごい!!」（2014年1月15日、山陰放送）
  - 生たまごBang!（2014年4月 - 2015年3月）
- おはスタ（2014年2月5日・3月25日、テレビ東京）「ひなこ姫を起こせ!」に出演
- ライオンのごきげんよう（フジテレビ）-「ごきげん有名人?生ビデオレター」コーナー（2014年2月10日初出演[10]）
- 淳・ぱるるの○○バイト!（フジテレビ）
- 坂上忍の成長マン!!（2014年11月23日、テレビ朝日）
- 全部揃えてみます。〜ちょっと自慢できる雑学テレビ〜（2016年10月5日・2017年9月9日、フジテレビ）
- 情報ライブ ミヤネ屋（2017年1月4日、讀賣テレビ放送）
- さんま・玉緒のお年玉あんたの夢をかなえたろかスペシャル（2017年1月9日、TBSテレビ）
- 激!今夜もドル箱（2017年10月25日、テレビ東京）
- ウチのガヤがすみません!（2017年12月6日、日本テレビ）
- 爆笑そっくりものまね紅白歌合戦スペシャル（2019年5月17日、フジテレビ）
- 今夜くらべてみました（2019年7月3日、日本テレビ）
- コサキン・天海の超発掘!ものまねバラエティー マネもの（2020年6月24日、フジテレビ）

### イベント
- 秋のBSSまつり2013（山陰放送）- 2013年9月28日